# Nepročitano pismo
Nepročitano pismo pjesma je hrvatskog glazbenika Marka Perkovića Thompsona objavljena 10. veljače 2025. godine na Stepinčevo.
Autor pjesme je Marko Perković Thompson, a traje približno šest minuta. Pjesma je inspirirana povijesnim događajem iz 1671. godine - oproštajnim pismom koje je hrvatski ban Petar Zrinski napisao svojoj supruzi Katarini večer prije svog pogubljenja u Bečkom Novom Mjestu. Objava pjesme simbolično je tempirana u 19 sati, što odgovara vremenu kada je Petar Zrinski napisao svoje posljednje pismo.
„Nepročitano pismo” objavljena je u razdoblju kada se vodila polemika oko mogućnosti nominacije Marka Perkovića Thompsona za glazbenu nagradu Porin. Pjesma je uslijedila nakon uspjeha njegovog prethodnog singla „Ako ne znaš šta je bilo”, koji je postao neslužbena himna hrvatske rukometne reprezentacije na Svjetskom prvenstvu.
Tematski, pjesma se bavi tragičnom sudbinom Petra Zrinskog i njegove obitelji, s posebnim naglaskom na njegovo posljednje pismo supruzi Katarini, koje se danas čuva u arhivu Zagrebačke nadbiskupije.